# 가학의 성
《가학의 성》(일본어: 人が人を愛することのどうしようもなさ, The Brutal Hopelessness Of Love)은 일본에서 제작된 이시이 다카시 감독의 2007년 드라마 영화이다. 키타지마 마이 등이 주연으로 출연하였고 아치와 타카시 등이 제작에 참여하였다.

## 출연

### 주연
- 키타지마 마이
- 나가시마 토시유키
- 다케나카 나오토

### 조연
- 츠다 칸지
- 미카게
- 이토 요자부로
- 조 아키오
- 나카야마 슌
- 시미즈 키리코
- 시나가와 토오루
- 야마구치 요시유키

## 기타
- 미술: 야마자키 테루